# Víctor Vesco
Víctor José Vesco (San Jerónimo Sud, Argentina, 14 de abril de 1923-Rosario, 7 de marzo de 2009) fue un exdirigente futbolístico argentino del Club Atlético Rosario Central.

## El presidente que más años gobernó
Comenzó su carrera dirigencial en el club rosarino en 1965, siendo prosecretario de la comisión directiva presidida por Adolfo Pablo Boerio. Por aquellos años, Rosario Central comienza a proponerse metas superiores a la de solo participar en los torneos de AFA sin muchas ambiciones.
En 1970, el escribano (esa fue su profesión) se presentó como candidato a presidente del club de sus amores y ganó las elecciones. Su proyecto, fue el de profundizar aún más el del propio Boerio: empezó por solidificar las divisiones inferiores del club con un trabajo a largo plazo. De esta manera, el plantel profesional comenzó a nutrirse de jugadores surgidos de la cantera, aunque también se fueron incorporando algunos futbolistas de jerarquía procedentes de otras instituciones.
En todos los años de vida de Rosario Central, se destaca el hecho de que Vesco es el presidente que más años gobernó la institución, con 31 al frente del club; siempre elegido a través del voto de los socios en elecciones.
Su primera etapa se dio en 1970, venciendo en los 2 sucesivos comicios (1973 y 1988). En 1992, tras una crisis futbolística e institucional y disputas con la oposición, presenta la renuncia a su cargo, acompañado por toda la comisión directiva.
En 1994, se presenta nuevamente a elecciones, ganándolas otra vez. En esta nueva etapa -llena de problemas económicos e institucionales- venció en otras 2 elecciones (1997 y 2000) y gobernó hasta 2003, cuando no se presenta a las elecciones presidenciales. Sin embargo, a pesar de los inconvenientes económicos el club obtuvo su único título internacional oficial al día de hoy en el mandato (1994-1997): la Copa Conmebol, en 1995.
En sus últimos años, vio como tanto él, como muchos de sus compañeros de comisión directiva fueron acusados por actos de corrupción en contra de la institución. En agosto de 2007, la Justicia sobreseyó tanto a Vesco como a los demás ex-dirigentes de Rosario Central de las imputaciones por las que se los acusaba.

## Los títulos bajo su mandato
Bajo los distintos mandatos de Víctor Vesco al frente de Rosario Central el club obtuvo cinco de los doce títulos oficiales que la institución rosarina ostenta al día de hoy, ya sean organizados por la Asociación del Fútbol Argentino (1971, 1973, 1980 y 1986/1987), como por la Confederación Sudamericana de Fútbol (Copa Conmebol 1995).
Además Central, con Víctor Vesco como presidente clasificó a 17 torneos internacionales oficiales: 9 Copa Libertadores, 4 Copa Conmebol, una Copa Mercosur, una Copa Sudamericana, una Copa de Oro en 1996 y una Copa Master de Conmebol.

## El descenso de 1984 y el ascenso a primera
El plantel campeón del Nacional 1980, fue diezmado casi por completo producto de malas ventas, y los jugadores que se incorporaron a la institución no dieron el fruto que se esperaba. Y no extarañó el hecho de que -luego de algunas malas campañas-, Rosario Central descendiera de categoría en 1984, con Vesco en la presidencia del club.
Luego del golpe recibido, el escribano Vesco se propuso levantar a Central e insertarlo nuevamente en la primera división argentina lo más rápido posible. Así, se formó un equipo competitivo para la división "B", y el ascenso a la "A" no tardó en llegar.

## Obras realizadas durante su gestión
- Estadio Gigante de Arroyito (en 1972 comienza la remodelación y en 1978 es sede del Mundial de Fútbol)
- Sede Social
- Sub Sede Cruce Alberdi
- Predio Cosecha
- Sub Sede Unión River Paraná
- Sub Sede Británica

## Fallecimiento
El escribano murió el sábado 7 de marzo de 2009, como consecuencia de un paro cardíaco mientras conducía su automóvil hacia su casa de veraneo ubicada en la localidad de Funes. Al día siguiente, el público centralista le rindió homenaje aplaudiendo y vivando su nombre durante el minuto de silencio que se realizó previo al encuentro en donde Rosario Central derrotó 3 a 1 a San Lorenzo de Almagro en el Estadio Gigante de Arroyito.
| Predecesor: Adolfo Pablo Boerio | Presidente del Club Atlético Rosario Central 1970 - 1992 | Sucesor: Antonio Rodenas. |

| Predecesor: Antonio Rodenas | Presidente del Club Atlético Rosario Central 1994 - 2001 | Sucesor: Juan Carlos Campagna. |